# Десна (поїзд)
«Десна» — нічний швидкий фірмовий пасажирський поїзд 1-го класу № 81/82 сполученням Київ — Ужгород, формування Південно-Західної залізниці. Протяжність маршруту поїзда — 911 км. На даний поїзд є можливість придбати електронні проїзні документи. Вартість квитків може відрізнятися залежно від дня тижня, в який здійснюється поїздка. Для замовлення проїзних документів є можливість скористатися сайтом або офіційним додатком «Укрзалізниці» для android та IOS, додатком «Приват24» або придбати його у залізничних касах.

## Історія
23 серпня 2022 року було запущено 7 вагонів проєкту «Потяг до Перемоги».
З 30 червня 2023 року для даного поїзду запроваджений пілотний проєкт — продаж проїзних документів у жіночі купе, який можливий виключно у мобільному застосунку «Укрзалізниці». Жіночі купе відповідно марковані у застосунку, а посадка до таких купе відкрита виключно жінкам та дітям, яким не виповнилося 6 років. Вартість проїзду в жіночих купе не відрізняється від звичайної, кількість квитків на одне замовлення обмежена чотирма.
З 18 березня 2025 року в складі поїзда призначений вагон зі спеціальним маркуванням «дитячий», який є вже сьомим дитячим вагоном «Укрзалізниці»! Вагон обладнаний всім необхідним для комфортних подорожей батьків з та ідеально підходить насамперед для малечі віком від 0 до 8 років. Фінансову підтримку в реалізації проєкту дитячого вагону сприяли «UNICEF Ukraine» та уряд Бельгії.

## Інформація про курсування
Поїзд «Десна» курсує щоденно, цілий рік. На маршруті руху зупиняється на 20 проміжних станціях: Вишневе Козятин I, Вінниця, Деражня Хмельницький, Гречани, Волочиськ, Підволочиськ Тернопіль, Львів, Стрий, Сколе, Славське, Лавочне, Воловець, Свалява, Карпати, Мукачево, Батьово, Чоп. 
Нумерація вагонів при відправленні з Києва із західної сторони вокзалу, з Ужгорода — від локомотива поїзда. Станція зміни напрямку руху — Чоп-Пасажирський. 
| Розклад руху поїзда «Десна» (з 10.06.2023) | Розклад руху поїзда «Десна» (з 10.06.2023) | Розклад руху поїзда «Десна» (з 10.06.2023) | Розклад руху поїзда «Десна» (з 10.06.2023) | Розклад руху поїзда «Десна» (з 10.06.2023) |
| Час прибуття                               | Час відправлення                           | Станції                                    | Час прибуття                               | Час відправлення                           |
| ------------------------------------------ | ------------------------------------------ | ------------------------------------------ | ------------------------------------------ | ------------------------------------------ |
| —                                          | 18:29                                      | Київ                                       | 08:22                                      | —                                          |
| 04:28                                      | 04:54                                      | Львів                                      | 22:28                                      | 22:50                                      |
| 11:11                                      | —                                          | Ужгород                                    | —                                          | 16:10                                      |

Актуальний розклад руху вказано у розділі «Розклад руху призначених поїздів» на офіційному вебсайті «Укрзалізниці».
У даного поїзда є альтернатива — «нічний експрес» № 29/30 Київ — Ужгород, який на відміну від «Десни», відправляється з Києва майже на дві години пізніше, а прибуває на станцію Ужгород на 3 години раніше). На маршруті руху поїзд здійснює зупинки лише на 8 проміжних станціях (Львів, Сколе, Славське Воловець, Свалява і Мукачево). Відрізняються ці поїзди між собою лише розкладами руху, часом в дорозі (близько 13 годин проти 17), різними маршрутами, кількістю зупинок (8 проти 20) і вартістю проїзних документів (станом на 2023 рік — вартість проїзду у купейному вагоні поїзда № 29/30 коштувала близько 780 ₴, що на 100 ₴ дорожче, ніж у № 81/82 і «люкс» за ціною 1924 ₴, тоді як у поїзда № 81/82 — 1749 ₴).

## Склад поїзда
Курсує два склади поїзда «Десна» формування вагонного депо Київ-Пасажирський (ПКВЧД-1), кожен з яких складається з 18 вагонів та 2 вагона безпересадкового сполучення Ужгород — Кам'янець-Подільський (№ 81 К, об'єднання та розчеплення ВБС відбувається на станції Гречани):
- 9 купейних вагонів;
- 2 вагона класу «Люкс» (№ 7—8).
- 6 плацкартних вагонів;
- 1 вагон класу Сидячий 1-го классу.

З поїздом курсують вагон-автомобілевоз та купейний вагон супроводження (№ 20). Відправлення з Києва — щочетверга та щонеділі, з Ужгорода — щосуботи та щопонеділка. 
Вагони класу «Люкс»
З 20 лютого 2012 року у складі поїзда «Десна» № 81/82 «Київ — Ужгород» курсують два вагона класу «Люкс».
Кожне з шести двомісних купе містить:
- широке розкладне двоспальне ліжко трансформується в зручний для сидіння диван;
- відкидна верхня полиця;
- столик-трансформер;
- шафа для одягу з вмонтованим невеличким сейфом для цінних речей;
- чотири невеличкі вбудовані полички для дрібних речей з дверцятами;
- індивідуальний вмикач електричного підігріву в купе;
- телевізор з DVD та USB-флешплеєром;
- індивідуальні регулятори яркості світильників;
- електронний регулятор радіо-трансляції (під час поїздки транслюється одна з ефірних радіостанцій);
- індивідуальний санвузол в кожному купе: умивальник, душ та біотуалет (причому ніяких неприємних запахів не чутно, бо змиває водою з ароматизатором);
- комплектація купе: 2 пари одноразових тапочок, мило, гель для душу, косметичний набір, одноразові зубні щітки, гребінець, набір для шиття, освіжувач повітря, серветки, папір;
- розетки як в купе, так і в санвузлі.

З 18 березня 2025 року відкрита продаж квитків на сьомий «дитячий вагон» «Укрзалізниці» зі спеціальним маркуванням «дитячий».Вагон обладнаний всім необхідним для комфортних подорожей батьків з дітьми та ідеально підходить насамперед для малечі віком від 0 до 8 років. Реалізація проєкту дитячих вагонів відбулася завдяки «UNICEF Ukraine», а також фінансової підтримки уряду Бельгії.

## Подія
В ніч на 26 грудня 2021 року, о 03:45, загорівся вагон № 7 пасажирського поїзда № 81 сполученням Київ — Ужгород, який прибув на станцію Львів, в якому перебували пасажири. Пасажирів з вагона евакуювали, а сам вагон відчепили. Внаслідок займання ніхто з пасажирів не постраждав.

## Вагони безпересадкового сполучення
Поїзд має низку вагонів безпересадкового сполучення:
- вагон № 81/140 Ужгород — Кам'янець-Подільський